# Clifford, der kleine rote Hund
Clifford, der kleine rote Hund (Originaltitel: Clifford’s Puppy Days) ist eine US-amerikanische Zeichentrickserie, die zwischen 2003 und 2006 produziert wurde. Sie ist ein Spinoff der von 2000 bis 2003 erschienen Zeichentrickserie Clifford, der große rote Hund.

## Handlung
Clifford ist ein roter Welpe, der so klein ist, dass er in die Hand von Emily Elisabeth passt. Er war der kleinste seines Wurfs und Emily wusste direkt, dass sie ihn haben wollte. Er besitzt ein großes Herz und kümmert sich viel um Emily. Diese wohnt mit ihrer Familie in einem Mehrfamilienhaus. Dort leben noch weitere Haustiere mit denen Clifford Freundschaften schließt. Hierzu gehören beispielsweise Emily Elisabeths Kaninchen Schneeweißchen, die zwei Katzen Flo und Zo, die Mäusefamilie Sidarsky und José und der Hund von Emily Elisabeths Freundin Nina.

## Produktion und Veröffentlichung
Die Serie wurde zwischen 2003 und 2006 in den USA produziert. Dabei sind zwei Staffeln mit 39 Doppelfolgen entstanden. Regie führte Bob Doucette. Die Produktion übernahmen Scholastic Entertainment und Warner Bros.
Erstmals wurde die Serie am 1. September 2003 auf PBS ausgestrahlt. Die deutsche Erstausstrahlung fand am 4. November 2005 auf KiKA statt.

## Episodenliste

### Staffel 1
| Folgen-Nr. | Folge in der Staffel | deutscher Titel                                              | englischer Titel                                 | Originalausstrahlung |
| 1          | 01                   | Immer schön cool bleiben / Die Glückssocke                   | Keeping Cool / Socks & Snooze                    | 01. September 2003   |
| 2          | 02                   | Neue Nachbarn / Katzenchaos                                  | The Monster In 3B / Cat-tastrophe                | 01. September 2003   |
| 3          | 03                   | Das Hundballspiel / Der Welt tollstes Clubhaus               | Jorge And The Dog Run / Clifford’s Club House    | 24. September 2003   |
| 4          | 04                   | Pfotenfarben / Hopp-Hopp                                     | Paw Print Picasso / Hup Hup                      | 15. Oktober 2003     |
| 5          | 05                   | Das Sockenknäuel / Das Spielzeug gehört mir                  | Sock It To Me / My Toy                           | 19. November 2003    |
| 6          | 06                   | Alter spielt keine Rolle / Der Übernachtungsbesuch           | Friends Of All Ages / Clifford’s Super Sleepover | 26. November 2003    |
| 7          | 07                   | Der Schulausflug / Der Babysitter                            | Clifford’s Field Trip / Helping Paws             | 10. Dezember 2003    |
| 8          | 08                   | Ninas Geburtstagsparty / Kleiner Hund ganz groß              | Nina’s Perfect Party / Just The Right Size       | 17. Dezember 2003    |
| 9          | 09                   | Fiesta Mexicana / Frühling liegt in der Luft                 | Something Special / Shun Gets In The Game        | 24. Dezember 2003    |
| 10         | 10                   | Der erste Schnee / Das Flickenballspiel                      | Clifford’s Winter Spirit / Flo Motion            | 31. Dezember 2003    |
| 11         | 11                   | Nina macht Theater / Norville muss Federn lassen             | No Small Parts / Fine Feathered Friend           | 16. Februar 2004     |
| 12         | 12                   | Sing doch mal! / Erzähl uns eine Geschichte                  | Sing A Song Norville / Tell Me A Tale            | 17. Februar 2004     |
| 13         | 13                   | Evan ganz groß / Der zerrissene Pullover                     | Hoop Dreams / Doggie Duds                        | 18. Februar 2004     |
| 14         | 14                   | Ein Nest für Norville / Übung macht den Meister              | Best Nest / Practice Makes Perfect               | 19. Februar 2004     |
| 15         | 15                   | Der heimliche Valentinsschatz / Das perfekte Haustier        | Your Secret Valentine / Perfect Pet              | 20. Februar 2004     |
| 16         | 16                   | Die wunderbare Kuscheldecke / Echte Freunde                  | My Blanky / With Friends Like You                | 06. September 2004   |
| 17         | 17                   | Endlich mal frei! / Schnief-Schnief                          | Time Out / Sniff, Sniff                          | 07. September 2004   |
| 18         | 18                   | Versprochen ist versprochen / Gerecht verteilt               | A Promise Is A Promise / Share And Share Alike   | 08. September 2004   |
| 19         | 19                   | Das verschneite Erntedankfest / Norvilles eigene Spielregeln | Fall Feast / Norville’s New Game                 | 09. September 2004   |
| 20         | 20                   | Kleine Brüder / Hoch, höher, am höchsten                     | Oh, Brother / Up, Up & Oops                      | 10. September 2004   |
| 21         | 21                   | Der Umzug der Mäuse / Die Geschichtenerzähler                | Moving On / Fair Is Fair                         | 15. September 2004   |
| 22         | 22                   | Nur keine voreiligen Schlüsse / Jetzt geht die Post ab       | Grooming Gloom / The Letter                      | 22. September 2004   |
| 23         | 23                   | Herrchen oder Frauchen gesucht / Wer zuletzt lacht …         | Adopt-A-Pup / Jokes On You                       | 15. Februar 2005     |
| 24         | 24                   | Kamera läuft! / Evans tollster Tag                           | Lights, Camera, Action / Basketball Babysitter   | 16. Februar 2005     |
| 25         | 25                   | Der Halloween-Räuber / Der zerbrochene Kreisel               | The Halloween Bandit / An Honest Spin            | 17. Februar 2005     |

### Staffel 2
| 26 | 01 | Welpenpower / Extrablatt                                                 | Puppy Dog Power / Extra! Extra!                    | 14. September 2005 |
| 27 | 02 | Wenn ich größer wär … / Die Wunderlampe                                  | Small Packages / Clifford’s Magic Lamp             | 12. September 2005 |
| 28 | 03 | Gefunden ist gefunden / Das Hotdog-Duo                                   | Finder’s Keepers / You’re Famous!                  | 13. September 2005 |
| 29 | 04 | Sandburg-Stress / Wir gründen eine Schule                                | Sandcastle Hassle / School Daze                    | 15. September 2005 |
| 30 | 05 | Gartenverschönerung / Wachstumszeit                                      | Celebrating Spring / Garden Delights               | 16. September 2005 |
| 31 | 06 | Der Gruselhund / Eine gespenstische Nacht                                | Clifford The Scary Puppy / Things That Go Bump     | 26. Oktober 2005   |
| 32 | 07 | Die Überraschungsparty / Armer Norville!                                 | The Big Surprise / Be My Guest                     |                    |
| 33 | 08 | Rosa Dinosaurier und Riesen-Teddybären / Kartoffelpuffer und Pfannkuchen | But I Really, Really Saw it! / The Perfect Pancake |                    |
| 34 | 09 | Der kleine Mäuserich / Zauberei                                          | Clifford’s Little Friend / Tricky Business         |                    |
| 35 | 10 | Das allergrößte Geschenk / Zo kann nicht warten!                         |                                                    |                    |
| 36 | 11 | Der beste Beitrag / Prinzessin Schneeweißchen                            |                                                    |                    |
| 37 | 12 | Helden und Freunde / Weihnachtskekse                                     |                                                    |                    |
| 38 | 13 | Verloren und gefunden / Fair Play                                        |                                                    |                    |
| 39 | 14 | Das Valentinsgeschenk / Das Tanzgeheimnis                                |                                                    |                    |